# Puchar Interkontynentalny w Lekkoatletyce 2010 – rzut oszczepem kobiet
Rzut oszczepem kobiet – jedna z konkurencji rozegranych podczas pucharu interkontynentalnego w Splicie. Oszczepniczki rywalizowały 4 września – pierwszego dnia zawodów.

## Rezultaty
| WR - rekord świata \| CR - rekord imprezy \| NR - rekord kraju \| AR - rekord kontynentu                       |
| SB - najlepszy wynik w sezonie \| WL - najlepszy tegoroczny wynik na listach światowych \| PB - rekord życiowy |

| Poz. | Zawodniczka          | Reprezentacja  | #1    | #2    | #3    | #4    | Rezultat |
| ---- | -------------------- | -------------- | ----- | ----- | ----- | ----- | -------- |
| 1.   | Marija Abakumowa     | Europa         | 65.28 | 68.14 | 62.49 | 61.90 | 68.14 CR |
| 2.   | Sunette Viljoen      | Afryka         | 60.48 | 62.21 | 59.98 | 60.07 | 62.21    |
| 3.   | Kimberley Mickle     | Azja i Oceania | X     | 61.36 | X     | X     | 61.36 SB |
| 4.   | Linda Stahl          | Europa         | 57.06 | 60.37 | 55.79 | 59.74 | 60.37    |
| 5.   | Hana'a Ramadhan Omar | Afryka         | 51.33 | 55.00 | 58.16 | 56.30 | 58.16 NR |
| 6.   | Kara Patterson       | Ameryka        | 56.35 | 58.07 | X     | 55.97 | 58.07    |
| 7.   | Yainelis Ribeaux     | Ameryka        | 53.22 | 57.08 | 55.09 | 54.24 | 57.08    |